# Jacques de Vaucanson

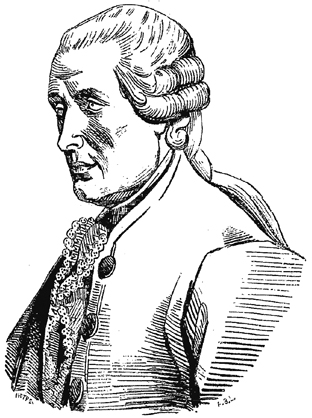
Jacques de Vaucanson

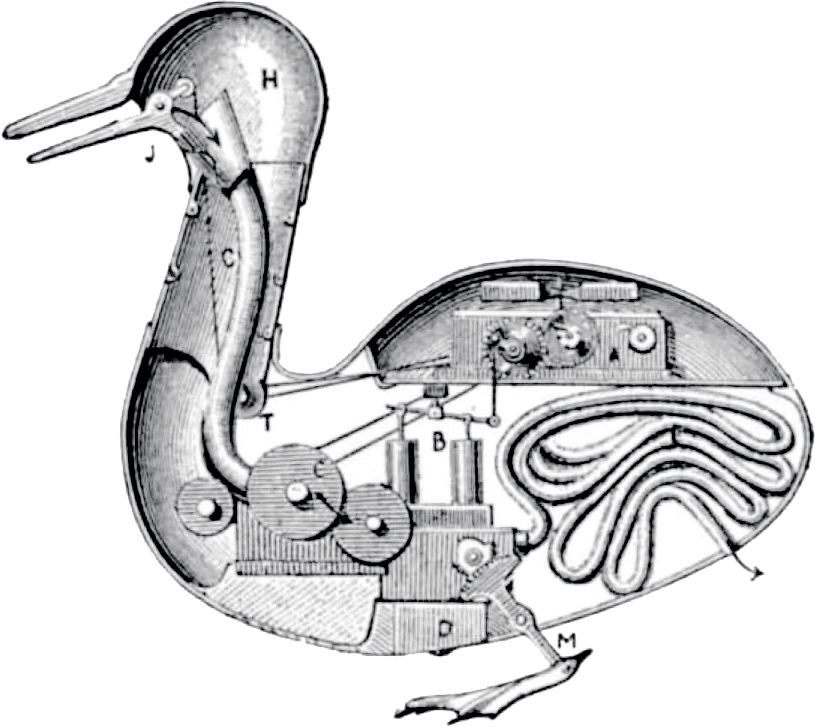
Vaucansons mechanische eend

Jacques de Vaucanson (Grenoble, 24 februari 1709 – Parijs, 21 november 1782) was een Franse uitvinder en instrumentenbouwer die bekendstaat als de maker van de eerste robot. 
Veel van de dingen die Vaucanson bouwde, dienden louter ter vermaak. Zo bouwde hij in 1738 zijn "flûteur automatique", een levensgrote mechanische pop die fluit kon spelen. Het apparaat had twaalf liedjes op zijn repertoire.  Ook vervaardigde hij een tamboerijn spelende machine. Echt beroemd werd Vaucanson met zijn mechanische eend. Deze kon niet alleen ploeteren en zwemmen in het water of met de vleugels slaan, ze kon ook eten. En het wonderbaarlijkste was dat ze het eten ook nog leek te kunnen verteren; via een chemische reactie in kunstmatige darmen. In feite ging het echter om een trucje: de eend bevatte een reservoir met "voorverteerd voedsel" dat dan werd uitgescheiden.
Niet alles wat hij maakte was speelgoed: zo speelde hij een belangrijke rol in de verbetering van zijdeverwerking. In 1741 werd hij door kardinaal Fleury, de eerste minister onder koning Lodewijk XV, benoemd tot hoofdinspecteur van de Franse zijdefabrikanten. In deze functie trachtte hij de machinale productie van zijde tot stand te brengen en bouwde hij in 1745 het eerste volledige geautomatiseerde weefgetouw met behulp van ponskaarten. Het weefgetouw vond nochtans weinig aandacht totdat deze in 1805 door Joseph-Marie Jacquard werd herontdekt en geoptimaliseerd. De Vaucanson stond met zijn weefgetouw aan de wieg van de eerste dataopslag van computers eeuwen later.
In 1746 werd hij lid van de Académie des Sciences.
Veel van de creaties van Vaucanson zijn te zien in het Musée des Automates in Grenoble.
- Biblioteca Nacional de España: XX1474963
- Bibliothèque nationale de France: cb12039996k (data)
- Gemeinsame Normdatei: 119326701
- International Standard Name Identifier: 0000 0000 6299 9359
- Library of Congress Control Number: n84805566
- Nationale Bibliotheek van Tsjechië: stk2008428703
- Nationale bibliotheek van Australië: 36212052
- Nederlandse Thesaurus van Auteursnamen: 070826013
- SNAC: w6q54m92
- Système universitaire de documentation: 028596021
- Trove: 1230221
- Virtual International Authority File: 12325628
- WorldCat: E39PBJpDJ9GbTCYHDghH9RbfMP